# Ueberstorf
Ueberstorf est une commune suisse du canton de Fribourg, située dans le district de la Singine.

## Géographie
Ueberstorf se situe au nord-est du canton de Fribourg, sur la route reliant Flamatt à Schwarzenburg.
Elle est limitrophe de Heitenried, Tavel et Wünnewil-Flamatt du côté fribourgeois et de Köniz, Neuenegg et Schwarzenburg dans le canton de Berne, qu'elle jouxte sur les deux tiers de sa frontière. Elle comprend deux centres (celui entourant l'église et Unterdorf) et de nombreux hameaux dispersés en plus du village d'Ueberstorf : Grossried, Hermisbüel, Niedermettlen, Oberholz, Obermettlen et Riedern.
Le territoire de la commune s'étend sur 16,12 km2. Lors du relevé de 2013-2018, les surfaces d'habitations et d'infrastructures représentaient 7,8 % de sa superficie, les surfaces agricoles 72,4 %, les surfaces boisées 18,2 % et les surfaces improductives 1,6 %.

## Toponymie
Le nom de la commune est composé du nom de personne vieux haut allemand Eburin, Iburin ou Ibirin, et du substantif Dorf (habitations encloses).
Sa première occurrence écrite date de 1226, sous la forme de Jeberinsdorf.

## Histoire
Une colonie alémane s'y installe entre le VIIe et le IXe siècle.
Ueberstorf passe à la ville de Fribourg en 1442, en même temps que de nombreux fiefs, droits et possessions des Thierstein. Elle constitue alors une partie des Anciennes Terres jusqu'en 1798.
Ueberstorf devient une commune en 1831.

## Politique
La commune est gouvernée par une Assemblée communale (Gemeindeversammlung, législatif) et un Conseil communal (Gemeinderat, exécutif) composé de sept membres, élus au scrutin proportionnel.
Depuis son renouvellement intégral le 7 mars 2021, l'exécutif est composé de trois représentants du Centre gauche - PCS, deux UDC, un PDC et un PLR,. Le syndic (Gemeindepräsident) est le représentant du Centre gauche - PCS Hans Jörg Liechti depuis la législature 2016-2021.
Lors des élections fédérales de 2019 pour le Conseil national, le PDC a obtenu 30,1 % des voix, l'UDC 23,6 %, le PS 11,5 %, le PLR 7,9 %, les Verts 7,2 %, et les Vert'libéraux 4 %.

## Démographie

### Évolution de la population
Ueberstorf compte 2 404 habitants au 31 décembre 2022 pour une densité de population de 149 hab/km2. Sur la période 2010-2019, sa population est restée stable (canton : 15,5 % ; Suisse : 9,4 %).  
La population diminue dans les années 1950 et 1960 en raison du manque d'emplois et de l'exode rural, mais elle augmente dans les années 1970 grâce aux bonnes voies de communication et à la proximité de Berne, la commune offrant une situation tranquille et une nature intacte.

### Pyramide des âges
En 2020, le taux de personnes de moins de 30 ans s'élève à 29,9 %, au-dessous de la valeur cantonale (35,2 %). Le taux de personnes de plus de 60 ans est quant à lui de 28 %, alors qu'il est de 22 % au niveau cantonal.
La même année, la commune compte 1 203 hommes pour 1 179 femmes, soit un taux de 50,5 % d'hommes, supérieur à celui du canton (50,1 %).
| Hommes | Classe d’âge | Femmes |
| ------ | ------------ | ------ |
| 0,7    | 90 ans ou +  | 0,8    |
| 7,1    | 75 à 89 ans  | 8,4    |
| 19,4   | 60 à 74 ans  | 19,5   |
| 25,0   | 45 à 59 ans  | 25,1   |
| 16,6   | 30 à 44 ans  | 17,6   |
| 16,6   | 15 à 29 ans  | 15,4   |
| 14,5   | - de 14 ans  | 13,2   |

| Hommes | Classe d’âge | Femmes |
| ------ | ------------ | ------ |
| 0,4    | 90 ans ou +  | 1,0    |
| 5,9    | 75 à 89 ans  | 7,4    |
| 14,5   | 60 à 74 ans  | 14,8   |
| 22,2   | 45 à 59 ans  | 21,9   |
| 21,0   | 30 à 44 ans  | 20,6   |
| 19,1   | 15 à 29 ans  | 18,3   |
| 17,0   | - de 14 ans  | 16,0   |

## Économie
La commune est agricole. Plusieurs entreprises artisanales s'y installent à la fin du XXe et au début du XXIe siècle.

## Culture et patrimoine

### Monuments et curiosités
Le château, qui se dresse au milieu du village, est propriété de la famille Englisberg. L'édifice avec tour-escalier polygonale, de style Renaissance, a été construit par Dietrich von Englisberg en 1505,. Il est le plus ancien château conservé du canton.
La commune abrite également le château Ratzé, construit à la fin du XVIIe siècle, et la maison Techtermann, datant du milieu du xviiie siècle.

## Héraldique
| Blason | Blasonnement : Palé d'argent et d'azur, un lion cabré de gueules brochant le tout (trad.),. |